# Rhipha olafi
Rhipha olafi är en fjärilsart som beskrevs av Gagarin 1967. Rhipha olafi ingår i släktet Rhipha och familjen björnspinnare. Inga underarter finns listade.